# گام دوم انقلاب

تصویری که دفتر حفظ و نشر آثار رهبر جمهوری اسلامی ایران آن را به‌همراه این بیانیه منتشر کرد.

«گام دوم انقلاب» بیانیه‌ای است؛ که توسط رهبر جمهوری اسلامی، سید علی خامنه‌ای، به مناسبت چهلمین سالگرد انقلاب ۱۳۵۷ ایران، در تاریخ ۲۲ بهمن ۱۳۹۷ صادر شد و در آن به «استمرار راه انقلاب ۵۷» در طی دستاوردهای چهل سال گذشته می‌پردازد. او در این بیانیه با هدف «جهاد بزرگ برای ساختن ایران اسلامی» راهنمایی‌هایی می‌کند. در این بیانیه خامنه‌ای، مردم و به ویژه جوانان را مورد خطاب قرار می‌دهد و به توضیح و روشن کردن مسئلۀ برداشتن «گام دوم» به سوی «آرمان‌های انقلاب سال ۵۷» میپردازد.

## فصل‌های بیانیه
هفت فصل این بیانیه به شرح ذیل است:
- ثبات، امنیت و حفظ تمامیت ارضی ایران.
- موتور پیشران کشور در عرصهٔ علم و فناوری و ایجاد زیرساخت‌های حیاتی، اقتصادی و عمرانی.
- به اوج رسانیدن مشارکت مردمی و مسابقه خدمت‌‌ رسانی.
- ارتقاء شگفت‌آور بینش سیاسی بیشتر مردم.
- سنگین کردن کفهٔ عدالت در تقسیم امکانات عمومی کشور.
- افزایش چشمگیر معنویت و اخلاق در فضای عمومی جامعه.
- ایستادگی روزافزون در برابر قلدران و زورگویان و مستکبران جهان.[۱۹]

## تلاش برای تشکیل حزب
در شهریور ۱۳۹۹ بسیاری از سایت‌های خبری اعلام کردند که کمیسیون ماده ۱۰ قانون نحوه فعالیت احزاب و گروه‌های سیاسی، با تأسیس هر حزبی با عنوان «جمعیت گام دوم انقلاب اسلامی» مخالف است. این بررسی که با توجه به درخواست عبدالرحمن معاشر، رئیس هیئت مؤسس جمعیت گام دوم انقلاب انجام شده‌ بود؛ به‌دلیل آنچه که احتمال بهره‌برداری سیاسی نامیده شد، مورد قبول واقع نشد.

## تحلیل‌ها
- هادی حق‌شناس کارشناس مسائل اقتصادی، در تحلیل بخشی از این بیانیه این‌گونه اظهار می‌نماید که عبارات به‌کار برده شده در آن، به‌نوعی همانند سخنانی است که سید روح‌الله خمینی رهبر وقت ایران حول اقتصاد به آن باور داشت؛ اما با ادبیات امروزی‌تر بیان شده‌است. او از جمله نکات موجود در بیانیهٔ گام دوم را اشاره به لزوم سهیم‌تر بودن مردم در اقتصاد و کاستن از تصدی‌گری دولت می‌داند؛ و در صورتی که دولت در دههٔ پنجم انقلاب ۵۷ به این مسئله توجه کافی داشته باشد، قدمی بلند در نیل به اقتصاد مقاومتی خواهد برداشت.[۲۲]
- کیان عبداللهی کارشناس مسائل سیاسی، پیرامون بیانیهٔ گام دوم انقلاب اشاره می‌کند که این سند یک دکترین و راهکاری است که به منظور اجرا در دههٔ پنجم انقلاب مدنظر قرار گرفته‌است. هستهٔ مرکزی این دکترین «سپردن کار به جوان‌ها» با هدف «یک پیشرفت همه‌جانبه» می‌باشد. وی همچنین از این بیانیه تحت عنوان مانیفستی جامع برای چهار دههٔ انقلاب یاد می‌کند و از این جنبه، افتخار به گذشته و امید به آینده را، دو رکن اصلی این بیانیه می‌داند. عبداللهی ضمن واقع‌بینانه خواندن توصیفات رهبر ایران پیرامون چهل سال انقلاب بیان می‌کند که سید علی خامنه‌ای، ضمن ارائهٔ تحلیل‌های دقیق و منصفانه، به کم و کاستی‌ها نیز اشاره می‌کند و در کنار آن با نام بردن دلایل و قرائنی، علت تصور آینده‌ای روشن و موفق را برای مردم بیان می‌کند.[۲۳]
- مهدی فضائلی تحلیلگر مسائل سیاسی، با اشاره به صدور این بیانیه در چهلمین سالگرد انقلاب و شروع دههٔ پنجم آن از سوی فردی دارای مقام حقوقی بالا، آن را از ابعاد مختلفی دارای اهمیت دانست. مخاطب قرار گرفتن جوانان یعنی حدود ۳۵ میلیون نفر از جمعیت ایران در این بیانیه، از دیگر نکات مهم آن از نگاه فضائلی می‌باشد. وی همچنین محتوا و مضامین بیانیهٔ گام دوم را به عنوان منشور انقلاب ۵۷ در نقطهٔ عطف ۴۰ سالگی برمی‌شمرد.[۲۴]
- این سند مرتبط با تلاش‌های جدید برای جوان‌گرایی تلقی شده‌ است.[۲۵]

## تصویرسازی
در مورد بیانیهٔ گام دوم یکی از نقاط قابل تأمل، تصویرسازی این بیانیه است. در تصویر مورد اشاره، قشرهای مختلف مردم از جمله روحانیون، بسیجیان، کارگران، پزشکان و پرستاران، مهندسان، ورزشکاران، فرهنگیان، هنرمندان، دانشجویان و … دیده می‌شوند. در این تصویر که در رسانه‌های ایران بازتاب زیادی داشت، حرکت رو به جلو و آغاز دههٔ پنجم انقلاب ۵۷ به تصویر کشیده شده‌است. نکتهٔ دیگر این تصویرسازی پرچم‌داری یک زن از بین همهٔ قشرهای مختلف است، به‌گونه‌ای که پرچم ایران در دست یک زن ورزشکار برافراشته شده.

## واکنش‌ها
سید ابراهیم رئیسی رئیس‌جمهور پیشین ایران: بیانیه گام دوم انقلاب اسلامی جزو مهم‌ترین اسناد بالادستی می‌باشد. وی این بیانیه را به‌عنوان سندی جامع پیش‌روی شورای‌عالی انقلاب، دولت و تمام دست‌اندرکاران نظام جمهوری اسلامی ایران در قوای سه‌گانه و نهادهای مختلف می‌داند و تمام اقدامات تحولی بایستی مستند به آن باشند.
رئیس‌جمهور پیشین ایران، حسن روحانی ضمن ارسال نامه‌ای به سید علی خامنه‌ای، بیانیهٔ گام دوم انقلاب را سبب پاک نمودن القائات دشمنان از چهرهٔ انقلاب ۵۷ دانست و بر این نکته تأکید کرد که دولت به‌سرانجام رساندن اهداف وی را در اولویت کارهای خود قرار می‌دهد. رئیس‌جمهور ایران همچنین اظهار داشت که همگی بایستی نسبت به این بیانیه برای برداشتن گام دوم انقلاب دارای احساس مسئولیت باشند و به آن عمل نمایند.
محمدباقر قالیباف، رئیس مجلس شورای اسلامی: «مقام معظم رهبری در گام دوم انقلاب نقشه راه را مشخص کردند و جوانان دهه هشتادی و هفتاد باید در این مسیر تحول ایجاد کنند.»
ناصر مکارم شیرازی در درس خارج فقه خود در ۸ اسفند ۱۳۹۷ در مسجد اعظم قم از بیانیه گام دوم انقلاب اعلام حمایت کرد و آن را بسیار دقیق و جامع دانست که برای ۴۰ سال آینده انقلاب، برنامه‌ای قوی و کاربردی دارد و با اجرای آن ایران می‌تواند در دنیا و منطقه قوی شود. او با جامع و راهگشا دانستن این بیانیه گفت که اکنون وقت آن رسیده‌است که کارگروه‌های مختلفی برای محورهای هفت‌گانه تعیین شود و به‌صورت عملیاتی وارد کار شوند.
مهدی شب‌زنده‌دار عضو فقیه شورای نگهبان در جلسه درس خارج فقه خود با پرمغز، عالمانه و دلسوزانه خواندن این بیانیه اعلام کرد که هر روز در جلسات درس خود بخش‌های مهمی از این بیانیه را تبیین و تحلیل خواهد کرد.
محسن رضایی معتقد است بیانیهٔ گام دوم انقلاب را خدا به خامنه‌ای الهام کرده‌است. او افزود: «دشمنان می‌خواهند تکلیف ما را تعیین کنند؛ ما هم باید تکلیف آن‌ها را مشخص کنیم و قیامی را در چارچوب گام دوم انقلاب رقم بزنیم. باید الگوی اسلامی اقتصادی، فرهنگی شهرسازی را پایه‌ریزی کنیم.»
محمدتقی مصباح یزدی عضو سابق مجلس خبرگان رهبری، مقصود از صادر نمودن بیانیه گام دوم (انقلاب) را منتقل کردن میراث قدیم به نسل جدید می‌نامد و تأکید می‌نماید که این فرضیهٔ «هر انقلابی می‌میرد» درست نمی‌باشد و در واقع این انقلاب مادی می‌باشد که می‌میرد اما انقلاب اسلامی، همیشگی می‌باشد و دلیل آن این است که ارزش‌های آن، ارزش‌هایی می‌باشد که با فطرت انسان‌ها است.
سید احمد خاتمی سخنگوی هیئت رئیسه مجلس خبرگان: «به بیانیه گام دوم انقلاب که از سوی رهبر معظم انقلاب ترسیم شده‌است باید مانند وصیت‌نامهٔ امام راحل به عنوان اسناد بالادستی نگاه کرد.» وی همچنین این بیانیه را بسیار عمیق و نقشه راه چله دوم انقلاب می‌داند.
عباس کعبی، عضو مجلس خبرگان رهبری: بازخوانی و تحلیل بیانیه گام دوم انقلاب، راهکارِ دیگرِ شیوه‌های مبارزه با دشمنان اسلام می‌باشد.
نامه استادان دانشگاه در حمایت از بیانیه:
۳۰۰۰ استاد دانشگاهی و اعضای جامعه علمی مراکز آموزش عالی و پژوهشی کشور، حمایتشان را از بیانیهٔ «گام دوم انقلاب» اعلام کردند. این استادان، ضمن اشاره به دغدغه‌های خود پیرامون وجود کم‌کاری و سهل‌انگاری، از قوای سه‌گانه خواستار ایجاد خط مشی‌های جهادی در ادارهٔ امور کشور به منظور اجرای صحیحِ این بیانیه شدند. آنها همچنین راهکارهای خود را با هدف بهبود پیدا کردن شرایط فعلی و محقق شدن اهداف انقلاب ۵۷ در آستانه ورود به دهه پنجم انقلاب، مطرح کردند.

## انتقادها
مراد ویسی در رادیو فردا دربارهٔ موضوع گام دوم انقلاب نوشت «آیت‌الله خامنه‌ای در سیاست خارجی همیشه به وزارت خارجه در مقابل سپاه بی‌اعتنا بوده و سپاه را محور سیاست خارجی مطلوب خود می‌دانسته اما سخنرانی روز چهارشنبه او یک گام به پیش برای حذف غیررسمی وزارت خارجه و دیپلماتها از قلب سیاست خارجی جمهوری اسلامی یعنی سیاست خاورمیانهای و چالش با آمریکا و اسرائیل و عربستان بود.»
علی رسولی در رادیو زمانه، این بیانیه و به دنبال آن انتخابات سال ۱۴۰۰ را "آخرین تلاش‌های رهبرِ در آستانه مرگ برای سپردن قدرت به دست وارثان تابع و معتمد خویش تلقی کرد:
تشکیل «تمدن نوین اسلامی»؛ این وعده‌ای بود که در بیانیه «گام دوم انقلاب» داده شد. روز ۲۲ بهمن ۱۳۹۷، همزمان با چهلمین سال تشکیل حکومت اسلامی در ایران، خامنه‌ای گذشته را مرور و دستور کار آینده را مشخص کرد. بیانیه گام دوم انقلاب، مقدمه‌ای است بر وصیت‌نامه سیاسی علی خامنه‌ای. او حتماً وصیت‌نامه‌ای مفصل از خود به جای خواهد گذاشت تا تصویر خود را در جمهوری اسلامی آینده ابدی سازد.
برخی منتقدان این اقدامِ رهبر جمهوری اسلامی را به تعبیری یک دست‌سازی و یکپارچه سازی بدنهٔ حاکمیت و حذف برخی گروه‌ها و اشخاص می‌دانند؛ رد صلاحیت علی لاریجانی رئیس سابق مجلس شورای اسلامی و محمود احمدی‌نژاد رئیس‌جمهور سابق (و در ادامه، گماردن سید ابراهیم رئیسی بر اریکه ریاست جمهوری) به گفته این افراد در پی این مهم صورت گرفته‌است.